# Кнавс, Александер
Алекса́ндер Кнавс (словен. Aleksander Knavs; 5 декабря 1975, Марибор) — словенский футболист, защитник сборной Словении. Участник Чемпионата Европы 2000 и Чемпионата мира 2002.

## Карьера

### Клубная
Кнавс начинал карьеру в люблянской «Олимпии». В составе столичного клуба он дважды выигрывал чемпионат Словении. Проведя за «Олимпию» 4 сезона, Александер сменил словенский чемпионат на австрийский и перешёл в «Тироль». После сезона, проведённого в клубе, он дебютировал в сборной Словении, а в 2000 году поехал с ней на Чемпионат Европы. В составе клуба Александер дважды выигрывал чемпионаты Австрии. Всего Кнавс провёл в «Тироле» 4 сезона, сыграв 113 матчей.
В 2001 году он перешёл в «Кайзерслаутерн», который в то время был середняком Бундеслиги. Сыграв 64 матча в трёх сезонах за «Кайзерслаутерн», Кнавс перешёл в другой клуб Бундеслиги — «Бохум», но за новый клуб Александер провёл только один сезон, в котором «Бохум» лишился места в Бундеслиге.
В 2005 году Кнавс вернулся в австрийский чемпионат, перейдя в «Ред Булл» и став одним из первых приобретений клуба после покупки его компанией Red Bull GmbH. В первом сезоне в Зальцбурге Кнавс сыграл 28 матчей и пользовался большим доверием у главного тренера Курта Яры, но после ухода Яры из клуба и прихода Джованни Траппатони Александер потерял место в основе и практически не играл в следующих двух сезонах. В 2008 году у Кнавса закончился контракт, и клуб решил его не продлевать.

### Сборная
Кнавс дебютировал за сборную Словении 5 февраля 1998 года в матче со сборной Исландии. Он провёл 10 из 12 матчей в отборочном турнире к Чемпионату Европы 2000 года. На самом чемпионате он сыграл 2 матча (полный матч с Норвегией и выход на замену в матче с Испанией).
Александер сыграл в 9 из 12 матчей отборочного раунда к Чемпионату мира 2002 и сумел забить мяч в ворота сборной России. В групповом раунде Чемпионата мира он сыграл два матча. Также Кнавс играл за Словению в отборочном раунде к Чемпионату мира 2006 и Чемпионату Европы 2008. Всего за сборную он провёл 65 матчей и забил 3 мяча.

## Стиль игры
Хорошо играл головой, в выборе позиции почти не ошибался. Обыграть его могли только на высокой скорости.

## Достижения
Олимпия Любляна
- Чемпион Словении: 1993/94, 1994/95
- Обладатель Кубка Словении: 1996

Тироль
- Чемпион Австрии: 2000, 2001

Ред Булл Зальцбург
- Чемпион Австрии: 2007